# The Kleptomaniac
The Kleptomaniac je americký němý film z roku 1905. Režisérem je Edwin S. Porter (1870–1941). Film trvá zhruba 10 minut. Jedná se o jedno z prvních sociálních dramat v historii kinematografie.

## Děj
Zatímco bohatá žena je u soudu za krádež v obchodě zproštěna obžaloby pod záminkou, že trpí kleptomanií, chudá žena, dohnaná chudobou k zoufalství, aby zachránila své děti před hladem, je za krádež bochníku chleba stejným soudcem odsouzena k přísnému trestu.